# La Punition qu'elle mérite

Localisation du Shropshire.

La Punition qu'elle mérite (titre original : The Punishment She Deserves) est un roman policier d'Elizabeth George, initialement paru aux États-Unis en 2018 puis publié en France aux Presses de la Cité la même année.
Le roman évoque une enquête policière menée par Isabelle Ardery, Thomas Lynley et Barbara Havers : Ian Druitt, diacre anglican dans la petite ville de Ludlow dans le Shropshire, a été retrouvé mort dans une cellule de garde à vue. L'inspection générale des services a conclu à un suicide, l'homme ayant été dénoncé comme pédophile. Le père de la victime conteste cette version et, par l'intermédiaire de son député, a obtenu du directeur général de Scotland Yard que l'enquête soit réouverte. Dans un premier temps, Isabelle Ardery et Barbara Havers sont envoyées sur les lieux. Puis Thomas Lynley rejoint le duo.
Les problèmes personnels des personnages sont évoqués : la nouvelle vie amoureuse de Thomas Lynley avec Dairdre Trahair ; l'alcoolisme et les déboires familiaux d'Isabelle Ardery ; la nouvelle activité artistique et sportive de Barbara Havers qui apprend les claquettes. Cette dernière est sur la sellette après les événements narrés dans les deux précédents romans.

## Principaux personnages
- Le défunt
  - Ian Druitt : diacre retrouvé pendu (suicide ? meurtre ?)

- Les enquêteurs
  - Thomas Lynley : inspecteur de police.
  - Barbara Havers : sergent, adjointe de Lynley.
  - Isabelle Ardery : commissaire de police.

- Les suspects
  - Gary « Gaz » Ruddock.
  - Bruce (« Brutus ») Castle.
  - Finnegan (« Finn ») Freeman.

- Autres personnages
  - Jack Korhonen : propriétaire d'une auberge.
  - Nancy Scannell : médecin légiste.
  - Dena (« Ding ») Donaldson : lycéenne.
  - Missa Lomax : lycéenne.
  - Rabiah Lomax : grand-mère de Missa.
  - Peace-on-Earth : environ 20 ans, serveur dans l'auberge de Jack Korhonen.
  - Francie Adamucci : lycéenne.
  - Chesea Lloyd : lycéenne.
  - Christopher Spencer : vicaire et ancien supérieur de Ian Druitt.

## Résumé
Les chapitres sont non pas numérotés, mais repérés en tête par les dates des jours auxquels l'action a lieu. Le roman est présenté en deux parties distinctes.
La première partie concerne l'enquête à Ludlow d'Isabelle Ardery et de Barbara Havers. Cette dernière estime que l'enquête a été baclée et s'en plaint auprès de Thomas Lynley.
La seconde partie concerne la poursuite de l'enquête dans la même ville par Thomas Lynley et Barbara Havers.

### Première partie
- Mise en place de l’intrigue

Dans un prologue de quelques pages dont l'action se situe un 15 décembre, on suit l'activité professionnelle de Gary « Gaz » Ruddock, un îlotier (auxiliaire de police) dans la petite ville de Ludlow dans l’ouest de l'Angleterre (Shropshire). Il est chargé, notamment les samedis soirs, de vérifier la fermeture des bars et de faire disperser les jeunes gens un peu trop alcoolisés.
En mars suivant, à la suite d'une dénonciation anonyme à l'interphone du poste de police local, Ian Druitt, diacre anglican dans la même ville de Ludlow, a été placé en garde à vue, soupçonné de pédophile. Peu après l'homme a été retrouvé mort dans sa cellule, pendu avec son étole. La police locale puis l'Inspection générale des services (IPCC) ont conclu à un suicide. Toutefois Clive Druitt, chef d'entreprise et père de la victime, conteste cette version et par l'intermédiaire de son député, a obtenu de sir David Hillier, directeur général de Scotland Yard, que l'enquête soit réouverte.
Le 4 mai, Hillier envoie donc sur place la commissaire Ardery et Barbara Havers pour vérifier si l'enquête de l'inspection générale a été correctement effectuée. Il impartit un délai de cinq jours au maximum pour que le duo rende son rapport.
- 5 mai

Isabelle et Barbara se mettent donc en route. Elles rencontrent M. Walker, le chef de la police du comté, qui évoque avec elles ce triste suicide, puis Mme Pajer, l'inspectrice de police qui avait été chargée de mener l’enquête.
Isabelle vit, sur le plan personnel, une situation grave. Son époux l'a quittée et a emmené avec lui leurs deux enfants. Pour faire face à cette situation, elle boit régulièrement des mignonnettes d'alcool qu'elle cache dans son sac à main. La consommation excessive d'alcool la stresse.
- 6 mai

Le matin, les deux enquêtrices se partagent le travail : tandis qu'Isabelle va rencontrer Clive Druitt (père du défunt), Barbara va interroger Christopher Spencer, le vicaire de Ludlow et ancien supérieur de Ian Druitt, avant d'interroger Gary « Gaz » Ruddock, le policier auxiliaire qui avait procédé à l'arrestation de Ian Druitt. Il lui explique les conditions dans lesquelles il avait été mandaté pour interpeller Druitt et le placer en garde à vue. Il l’avait laissé seul pendant une demi-heure, le temps de téléphoner aux bars et brasseries pour vérifier leur fermeture. À son retour l’homme s'était pendu avec son étole.
L'après-midi, les policières rendent visite à Nancy Scannell, la médecin légiste qui a réalisé l'autopsie du cadavre. Elle explique aux enquêtrices pourquoi, sur le plan médical, on doit conclure qu'il s'agit d'un suicide et non d'un meurtre déguisé en suicide. Puis Ardery et Havers se rendent au domicile de Druitt, une chambre qu'il louait chez une dénommée Flora Bevans. La maison est située à côté d'un école primaire : Druitt aurait-il été effectivement pédophile ? Elles récupèrent certains éléments personnels ayant appartenu au défunt et notamment son agenda.
Tard dans la soirée, Barbara va repérer le petit commissariat de police dans lequel Druitt avait été placé en garde à vue. Elle examine la caméra de surveillance et constate que Gaz Ruddock rencontre une femme dans sa voiture de police : le soir de la mort de Druitt, n'aurait-il pas été dehors dans sa voiture pour des relations sexuelles avec une copine, au lieu de surveiller le local de garde à vue ?
Durant toute la journée, Isabelle Ardery a tenté de cacher son addiction alcoolique à Barbara, mais celle-ci a bien vu dans quel état se trouvait la commissaire de police.
- 7 mai

Tôt le matin, Isabelle Ardery doit faire face à ses déboires familiaux : son ex-époux vient d'être nommé en Nouvelle-Zélande et y a emmené les deux enfants du couple ainsi que sa nouvelle compagne. Isabelle a mandaté un avocat pour s'opposer à ce déménagement, mais tout se ligue contre elle, y compris son avocat qui suggère que les propositions de l'ex-mari sont raisonnables.
Isabelle fait le point avec Barbara, qui relate ses découvertes la veille au soir. Barbara souligne que l'Inspection des services ignorait que Gary « Gaz » Ruddock avait des relations sexuelles pendant le service en dehors du commissariat et propose de rencontrer Rabiah Lomax dont le nom figure sept fois dans l’agenda de Druitt du 28 janvier au 15 mars. Les deux policières commencent donc la journée par une rencontre avec la vieille dame, qui répond qu'elle avait eu recours aux conseils de Druitt en raison de la dépendance à la drogue d'un de ses fils.
Barbara va visionner les images de la caméra pivotante de vidéosurveillance du commissariat de police. Elle découvre que cette caméra, qui jusqu'à six jours avant la dénonciation à l’encontre de Druitt était pointée sur l'entrée du commissariat, a été décalée pour ne montrer que la rue. Ainsi, s'il y a eu meurtre, il y a eu préméditation six jours auparavant.
Pendant ce temps, Isabelle rencontre Finnegan « Finn » Freeman, un jeune homme qui assistait Ian Druitt dans ses activités caritatives et au centre de loisirs. Elle fait aussi la connaissance de Ding, amie et colocataire de Finn.
Alors que Barbara se rend à Shrewsbury pour écouter l’enregistrement téléphonique de l'appel anonyme, elle reçoit d'Isabelle l'ordre de rentrer immédiatement à Ludlow. Le départ et le retour à Londres sont prévus pour le lendemain matin : la mission est terminée.
- 8 mai

## Autour du roman

### Personnage d'Isabelle Ardery
Isabelle Ardery était un personnage dans des précédents romans de l'autrice. Présentée dans Un goût de cendres (1993), Isabelle Ardery était alors simple inspectrice de police dans le Kent, chargée d'enquêter en binôme avec Thomas Lynley au sujet de la mort d'un célèbre joueur de cricket.
Dans Le Cortège de la mort, elle était stressée par les responsabilités qui lui étaient confiées et par une situation conjugale déjà chaotique. La consommation excessive d'alcool la stressait. Thomas Lynley s'était rendu compte de l'alcoolisme de sa supérieure et lui en avait fait la remarque.

### Titre du roman
Qui est désignée dans le « elle » du titre « La Punition qu'elle mérite » ?
Il peut s'agir de Barbara Havers : David Hillier rêve de la sanctionner pour avoir désobéi dans les enquêtes précédentes. Il attend le moindre faux pas de sa part pour la punir disciplinairement.
Il peut aussi s'agir d'Isabelle Ardery, qui soupçonne son ex-mari de vouloir la « punir » de son alcoolisme.
Il peut surtout s'agir de la jeune Missa Lomax, persuadée qu'elle doit être punie pour ne s'être pas méfiée du cidre qu'on lui faisait boire au cours d'une soirée et avoir été, semi consciente, sodomisée par violence. Ses convictions religieuses sont très fortes et elle veut rester "pure" jusqu'à son mariage.